# スーパー!ドラマ クラシック
『スーパー！ドラマ クラシック』は、2017年から2020年まで続いた海外ドラマ専門チャンネルスーパー！ドラマTVによる海外ドラマ等を中心とした配信サービスである。

## 概要
2017年3月に未ソフト化の作品等を中心にサービスを開始した。それらの他、岸川靖を交えてStephen La RivièreやMike Trimにインタビューや解説を行ったオーセンティック研究所も会員限定コンテンツとして公式サイトから視聴できた。また、スペース1999のファン・ムービーに登場するサンドラの吹き替えを第2シーズンで行った高島雅羅を起用しその吹き替えの配信も行った。
2018年3月にはFire TVに対応。
2019年2月にサービスは終了した。

## 配信作品一覧[注 1]
| 配信作品                              | 製作年 | 配信開始      | 備考                   |
| ------------------------------------- | ------ | ------------- | ---------------------- |
| ベン・ケーシー シーズン1, 2           | 1961年 | 2017年3月1日  | 日本初配信             |
| ミステリー・ゾーン シーズン2-5        | 1960年 | 2017年3月1日  | 日本初配信             |
| ねむれナイト♥コルポ・グロッソ         | 1989年 | 2017年3月1日  | 日本初配信・未ソフト化 |
| ファミリー・タイズ シーズン3,4,6,7    | 1984年 | 2017年3月1日  | 日本初配信             |
| サンダーバード 完全版                 | 1965年 | 2017年3月1日  |                        |
| 新スパイ大作戦                        | 1988年 | 2017年3月1日  | 日本初配信・未ソフト化 |
| 冒険野郎マクガイバー シーズン1-6      | 1985年 | 2017年3月1日  |                        |
| スペース1999 シーズン1 完全版         | 1975年 | 2017年3月1日  |                        |
| 謎の円盤UFO 完全版                    | 1970年 |               |                        |
| 犯罪捜査官ネイビーファイル シーズン1  | 1995年 |               | 日本初配信             |
| 地球防衛軍テラホークス シーズン1-     | 1983年 | 2017年8月31日 | 日本初配信             |
| スーパーカー 全2シーズン              | 1960年 | 2017年10月    | 日本初配信             |
| 宇宙船XL-5                            | 1962年 |               | 日本初配信             |
| ウエスタン・マリオネット 魔法のけん銃 | 1960年 |               | 日本初配信             |
| キャプテン・スカーレット              |        |               |                        |
| プリズナーNo.6                        |        |               |                        |

### 注
1. ↑  作品の一覧は[3][4][5]を参照